# خدمة ذاتية

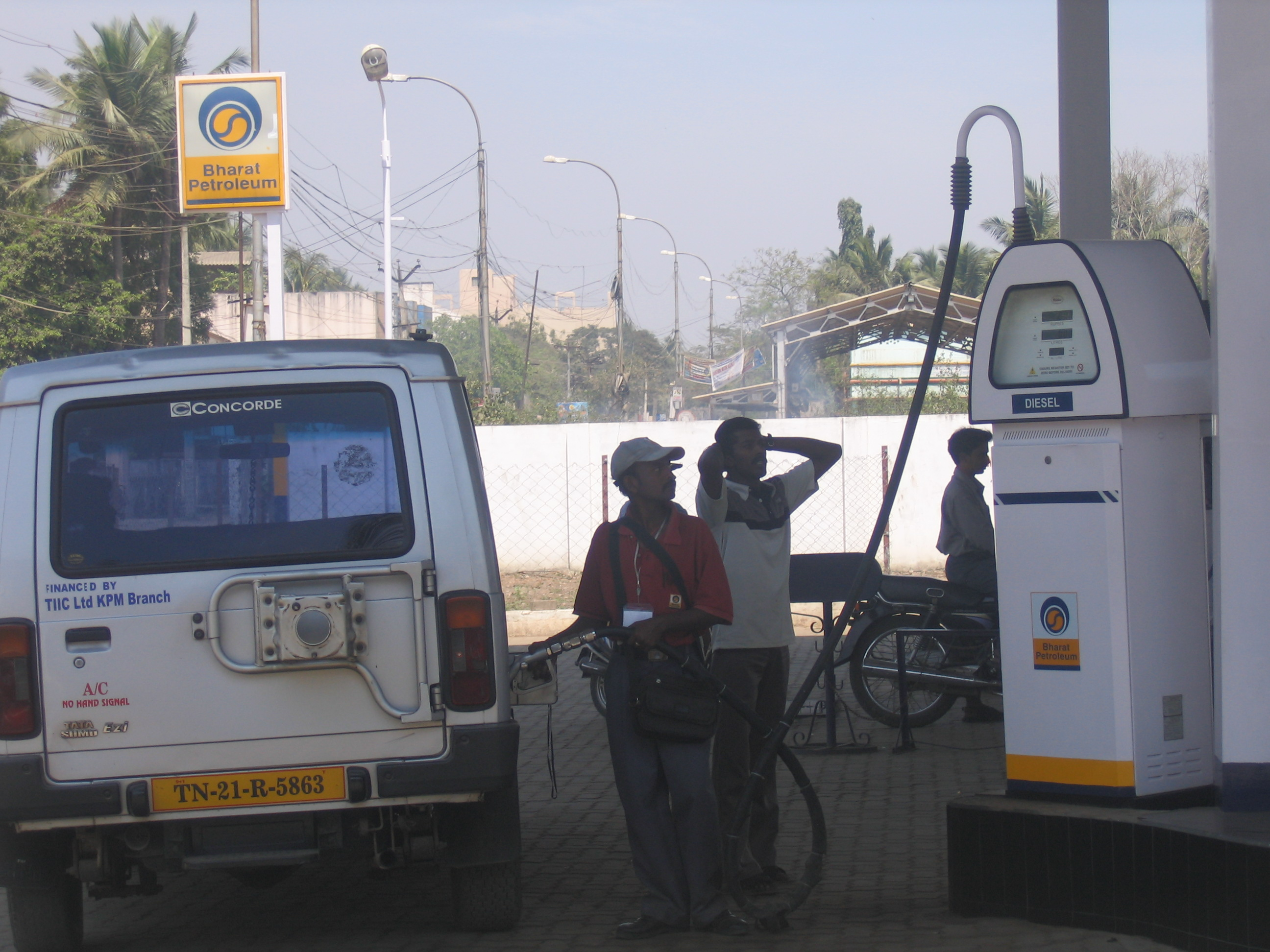

يقصد بالخدمة الذاتية ممارسة الشخص خدمة نفسه بنفسه ويتم ذلك عادة عند التسوق وشراء المواد. تعد ماكينات الصرف الآلي (ATM)؛ والتي لا يقتصر عملها على البنوك، أو تسجيل الخروج لعملاء المتاجر المدارة ذاتيًا؛ إحدى صور الخدمة الذاتية. كذلك يعد الاستعانة بالذاتself-sourcing ؛ والذي يمكن التعبير به عن مفهوم توفير أجر العمالة، أو الإشارة به إلى مفهوم تطوير المستخدم النهائي في مجال البرمجة والحوسبة؛ إحدى صور الخدمة الذاتية.
ومن الملاحظ نتيجة للخدمة الذاتية؛ استبدال عمالة مدفوعة الأجر بعمالة غير مدفوعة الأجر، وقد عمل الحد من مستوى الاحتراف المهني وصرف الانتباه عن المهام الأولية على تقليص الوقت الذي تحتاجه تلك العمالة لإتمام عملها.
على مدى عقود من الزمن، شُرعت قوانين من شأنها التيسير والحيلولة دون ضخ العميل الوقود الخاص به. والشأن ذاته فيما يخص كثير من الخدمات الذاتية الأخرى.

## نظرة عامة
يقصد بالخدمة الذاتية ممارسة الشخص خدمة نفسه بنفسه ويتم ذلك عادة عند التسوق وشراء المواد. ومن الأمثلة الشائعة على ذلك ما يحدث في العديد من محطات الوقود، حيث يقوم العميل بضخ الوقود الخاص به بدلاً من أن يقوم صاحب العمل بضخه (الخدمة الكاملة مفروضة بموجب القانون في نيو جيرسي، في الأجزاء الحضرية من أوريجون، معظم المكسيك، وفي مدينة ريتشموند الواقعة في مقاطعة كولومبيا البريطانية الكندية. ولكن في أماكن أخرى يعد ذلك استثناء وليس القاعدة). وفي البنوك؛ أحدثت ماكينات الصرف الآلي (ATM) ثورة فيما يخص سحب الناس لأموالهم أو إيداعها. وفي معظم متاجر العالم الغربي؛ يستخدم العميل عربة التسوق ليضع فيها الأشياء التي يرغب في شرائها، ثم ينتقل إلى الممرات الخاصة بالمغادرة. كذلك في المطاعم المقامة على طراز البوفيه؛ يعد العميل طبق طعامه الخاص من مجموعة كبيرة من الأطعمة المعروضة.

## براءة اختراع في العمل تجاري
منح مكتب براءات الاختراع الأمريكي في عام 1917 «كلارينس سوندرز» براءة اختراع جراء إنشائه «متجرًا ذا خدمة ذاتية». إذ دعا سوندرز عملاءه لجمع البضائع التي يرغبون في شرائها من المتجر والذهاب بها إلى الكاشير أو الصراف مباشرة؛ بدلاً من أخذ مشورة العاملين بالمتجر أو مطالبتهم بجمع البضائع. رخص سوندرز طريقة العمل على أنها محلات بقالة ذو طابع استقلالي؛ وهي تعمل تحت اسم «بجلي ويجلي Piggly Wiggly».

## التجارة الإلكترونية
تتوفر الخدمة الذاتية عبر الهاتف والويب والبريد الإلكتروني لتسهيل معاملات العملاء آليًا. أصبحت برامج الخدمة الذاتية وتطبيقات الخدمة الذاتية (على سبيل المثال؛ تطبيقات البنوك الإلكترونية، بوابات المتاجر الإلكترونية، تسجيل الوصول للمطارات ذاتيًا) شائعة على نحو متزايد.

## الاستعانة بالذات
الاستعانة بالذات مصطلح يطلق على العمالة غير النظامية، أو في كثير من الأحيان على العمالة غير مدفوعة الأجر والتي تعود بالنفع على صاحب المرفق جراء استبدال العمالة مدفوعة الأجر بعمالة غير مدفوعة الأجر.
الاستعانة الذاتية مفهوم مشتق من الاعتماد على الذات، ويشير إلى تطوير برامج الحاسب بغرض الاستخدام من قبل الشخص المطور.
لكلتا الحالتين جوانب من الخدمة الذاتية، من حيث أنها تنطوي على فوائد للشخص القائم بالعمل؛ مثل الرضا الشخصي والوظيفي، وذلك على الرغم مما تنطوي عليه من تنازلات متكررة تشمل خسائر طويلة الأجل للشركة.

### القيام بمهام شخص آخر
عندما يُطلب من المسؤول عن القروض أن يكون «معتمدًا على الذات» فإنه بذلك يكون مؤديًا لمهمة ليست من إحدى مهامه السبع الرئيسية المدرجة من قبل خدمة التوظيف الرئيسية في قائمة «واجبات المسؤول عن القروض».
الحالة أو الموقف الذي لا يُدفع فيه أي مبلغ مقابل مهمة ما يمثل «خدمة ذاتية» كما هو الحال في منافذ تسجيل الوصول إلى المطار وفي آلات تسجيل الخروج. والأمر ذاته فيما يتعلق بتقنية التحقق من بصمات الأصابع للمسافرين على الحدود الدولية.

### تاريخية الاستعانة بالذات
يعود الاستخدام المبكر لهذا المصطلح في مقال نشر سنة 2005 في «اتش آر أو توداي» بعنوان «الاستعانة الخارجية، الاستعانة الداخلية؟ ماذا عن الاستعانة بالذات؟» نستخرج ذلك من تاريخ ويكيبيديا فيما يخص اندماج زوج من البنوك منذ عقود كمؤسسة ستاندرد تشارترد؛ إذ أعادت بناء قسم شؤون الموظفين بطريقة مبتكرة بعد الحادي عشر من سبتمبر.
يعد هذا المفهوم مشابهًا لمفهوم الخدمة الذاتية، وأحد الأمثلة على ذلك في الولايات المتحدة الأمريكية هو ضخ الوقود. حظرت نيوجيرسي في عام 1949  قيام الأشخاص بضخ الوقود بأنفسهم؛ الآن نيوجيرسي هي الولاية الوحيدة «حيث لا يسمح فيها للسائقين بضخ الوقود الخاص بهم».

### تاريخية الخدمة الذاتية
حدث تغيير جذري في اليابان في عام 1994؛ إذ أصبحت الخدمة الذاتية في مضخات الوقود مسموح بها. ذكرت صحيفة نيويورك تايمز «جاء الضغط من الشركات اليابانية الكبرى في محاولة لخفض التكاليف».

### تاريخية الاستعانة الذاتية
الاستعانة الذاتية هي الدعم والتطوير الداخلي لأنظمة تكنولوجيا المعلومات لأصحاب المهارة المعرفية وذلك في ظل مساهمة عدد أقل من المتخصصين في تكنولوجيا المعلومات، وقد وصفت بأنها في الأساس تعني نقل جهود تطوير الاستعانة بمصادر خارجية للمستخدم النهائي. وفي بعض الأحيان تستخدم في أنظمة مستودع البيانات؛ والتي تعمل غالبًا في الحواسيب المركزية.
استُخدمت مصطلحات مختلفة لوصف الخدمة الذاتية للمستخدم النهائي، وهي مصطلحات تعبر عن شخص ما ليس محترفًا في برمجة البرامج، كتابة الأكواد والبرامج النصية، برمجة وحدات الماكرو؛ أو بطريقة أخرى مجرد مستخدم للحاسوب في إنجاز معالجة البيانات، مثل مصطلحات تطوير المستخدم النهائي في مجال البرمجة والحوسبة. في التسعينيات، كانت إصدارات ويندوز للحواسيب الرئيسية متوفرة بالفعل.

### قضايا وموضوعات
من الضروري أن تتوافق أغراض النظام وأهدافه مع الأهداف التنظيمية. من المرجح أن يؤدي تطوير نظام يتعارض مع الأهداف التنظيمية إلى انخفاض في المبيعات وفي الاحتفاظ بالعملاء. بالإضافة إلى ذلك، ونظرًا لضخامة الوقت الذي قد يستغرقه التطوير، وفي ظل أهمية الوقت؛ فمن المهم تخصيص وقتك بكفاءة.
يجب على أصحاب المهارة المعرفية تحديد نوع الدعم الخارجي الذي يحتاجون إليه. إذ يكون متخصصو تكنولوجيا المعلومات داخل الشركة هدفًا مثيرًا للاستثمار، وغالبًا ما يتم تضمينهم في عملية التخطيط.
من المهم توثيق الكيفية التي يعمل بها النظام، لضمان أنه إذا ما أتم أصحاب المهارة المعرفية إعدادات التطوير؛ فيمكن للآخرين استخدامها، كذلك لضمان إجراء التحديثات اللازمة.